# Походилова
Походилова — деревня в Каменском районе Свердловской области России. Входит в Каменский муниципальный округ. Ранее входила в состав Сосновского сельсовета Каменского района.

## Географическое положение

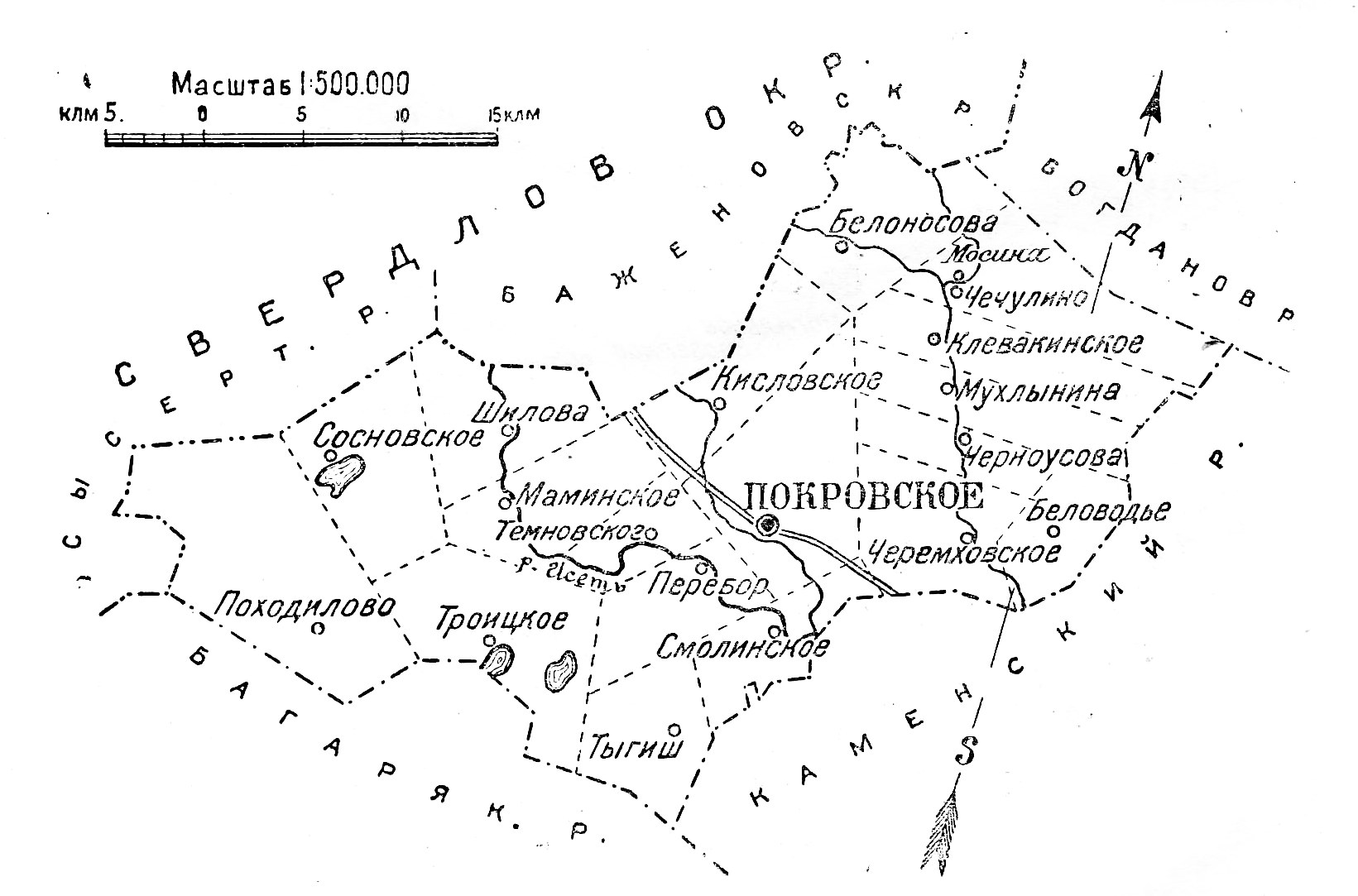
Походилова на схеме Покровского района; 1928 год

Деревня Походилова расположена в 38 километрах на запад-юго-запад (в 51 километре по автодороге) от города Каменска-Уральского, на обоих берегах реки Сосновки (левого притока реки Кокшарихи, в бассейне Исети), к юго-западу от урочища Клопошное Поле.

## История деревни
Деревня основана на реке Сосновке в 1711 году первым поселенцем Степановым, затем поселилились его брат и мать во второй избе. Возможно, что из этой деревни был староста Камышевской слободы Степанов, которого в 1712 году был наказан кнутом в конторе Каменского завода за отказ крестьян волости выходить на работу на Каменский завод. По предположению краеведа Аркадия Коровина, что это начало родословной линии по матери писателя Д. Н. Мамина-Сибиряка, ибо его горнощитский дед имел фамилию Степанов. В годы Крестьянской войны жители деревни участвовали на стороне пугачёвцев.
В начале XX века деревня Походилова входила Троицкий приход села Истокского. В деревне имелась одна деревянная часовня, в которой ежегодно 24 июня и 20 июля отправлялись священно-церковно-служителями часы и молебны. С 1892 года в деревне имелась школа грамоты, которая находилась в наёмном помещении.
23 июля 1919 года деревня была освобождена 189 полком 21 дивизии. Деревня входила в Маминскую волость.
В 1929 года в деревне был организован колхоз, а в 1960 году преобразован в совхоз «Мамино». Походиловский совхоз стала первой в Покровском районе называться коллективом коммунистического труда.

## Население
| 1904 | 1926  | 2002 | 2010 | 2021 |
| ---- | ----- | ---- | ---- | ---- |
| 1272 | ↗1464 | ↘233 | ↘187 | ↘157 |

Структура
- По данным 1904 года, в деревне было 217 дворов с населением 1272 человек (мужчин — 616, женщин — 656), все русские[9].
- По данным переписи населения 1926 года, было 336 дворов с населением 1464 человека (мужчин — 645, женщин — 819), все русские[10].
- По данным Всероссийской переписи 2002 года национальный состав деревни следующий: русские — 82 %, удмурты — 8 %, украинцы — 5 %, татары — 5 %[11]. По данным переписи  населения 2010 года, в деревне проживали 187 человек — 89 мужчин и 98 женщин[12].

## Александро-Невская церковь
В 1907 году во имя благоверного великого князя Александра Невского была освящена Александро-Невская церковь. Храм был каменным, однопрестольным. Церковь была закрыта в 1930-е годы.
В настоящий момент церковь находится в разрушенном состоянии. В последнее время началось восстановление храма: были отремонтированы пол и крыша, вставлены окна, восстанавливается колокольня. Ведутся службы.

## Известные уроженцы
- Иван Василь (род. 1937) — Герой Социалистического Труда.